# Daniella Donado
Daniella Donado Visbal, (Barranquilla, 6 de octubre de 1984) es una actriz, presentadora y modelo colombiana, reconocida por su participación en series de televisión de ese país.

## Carrera
Donado logró repercusión en su país natal al coronarse reina del Carnaval de Barranquilla en 2007. Acto seguido inició una carrera como actriz, registrando apariciones en series de televisión como Oye bonita, Tierra de cantores, La Madame, Los protegidos, Pambelé y La selección, entre otras, además de participar en el programa de telerrealidad Desafío 2014: Marruecos, las mil y una noches y de su asociación con el canal de televisión Telecaribe como presentadora. En 2015 obtuvo una nominación a los Premios TV y Novelas en la categoría de mejor actriz de reparto en una telenovela por su participación en Un sueño llamado salsa. En 2020 se vinculó al proyecto del canal Telecaribe Breicok, serie de televisión que inició su transmisión en el canal regional en el mes de mayo.

## Plano personal
Donado estuvo casada con el actor Juan Manuel Mendoza. La pareja se separó tras cuatro años de relación. En la actualidad está casada con el empresario Virgilio Torres Vengoechea. A mediados de 2020 la actriz dio a conocer que se había contagiado de COVID-19, anunciando el 9 de julio que su segunda prueba había resultado negativa.

## Filmografía

### Televisión
- Nuestras Mañanas (2024) — Presentadora -Telecaribe
- Breicok (2020) — Vanessa Arango
- Hoy es el día (2017) — Presentadora -Telecaribe
- Pambelé (2017)
- Un sueño llamado salsa (2014-2015) — Natalia
- La Madame (2013)
- La selección (2013-2014) — Daniela Castro
- Conctacto (2010)
- Tierra de cantores — Presentadora -Telecaribe
- Oye bonita (2008-2010) — Sonia Portocarrero
- Los protegidos (2008-2009)

### Reality
- Desafío 2014: Marruecos, las mil y una noches